# Lauriete
Lauriete Rodrigues de Jesus (Vitória, 23 de fevereiro de 1970), é uma cantora e compositora de música cristã contemporânea, e ex-política brasileira. Obteve várias indicações ao extinto Troféu Talento. É membro da Assembleia de Deus Ministério IBES. Em sua discografia, a cantora teve o seu primeiro trabalho reconhecido em 1991 com o álbum O Poder do Amor, e ganhou notoriedade nacional com os discos Palavras (1999) e O Segredo é Louvar (2001). Foi deputada federal pelo estado do Espírito Santo durante três mandatos, tendo sido filiada ao Partido Social Cristão, Partido Liberal e Podemos.

## História
Filha do Sr. Joaquim de Jesus Pinto e da Sra. Laurinete Rodrigues Pinto, Lauriete nasceu aos 23 de fevereiro de 1970, na cidade de Vila Velha, no Estado do Espírito Santo. Iniciou sua carreira aos 12 anos de idade.

## Carreira
Lançou seu primeiro álbum aos 12 anos, em 1982. Intitulado 'O Arrebatamento' a faixa título leva composição da própria cantora. Apos esse álbum vários foram lançados até chegar ao seu primeiro trabalho reconhecido. O Poder do Amor em 1991, tendo ganhado o seu primeiro disco de ouro, sucessos com Regresso, O Futuro da Igreja e A Porta Vai se Fechar. Produção de Melk Carvalhêdo pela gravadora Melodias do Rei.[carece de fontes?]

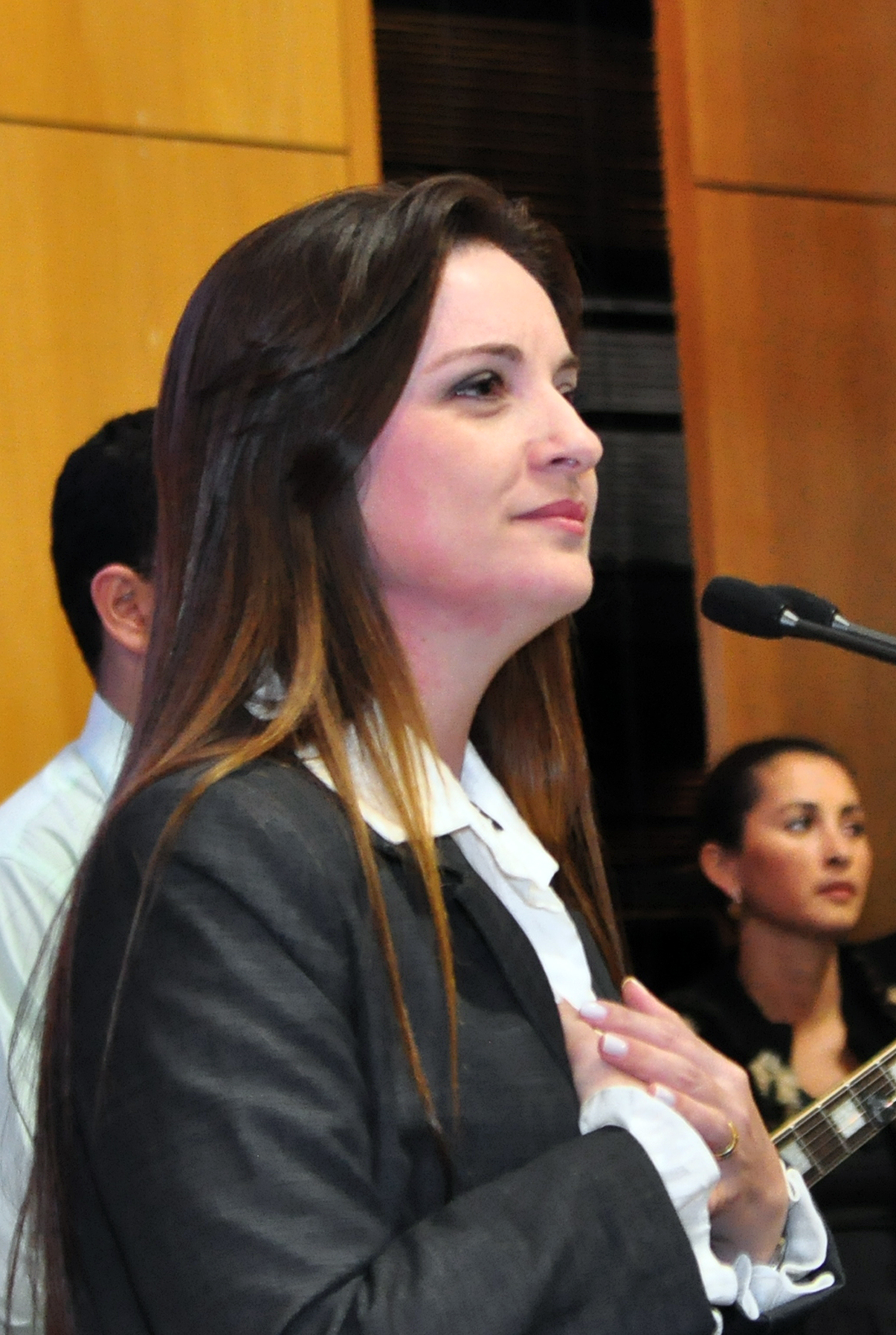
Lauriete durante comemoração do centenário da Assembleia de Deus (2011)

Em 1997 assina contrato com a gravadora evangélica MK Publicitá (atualmente chamada MK Music) e lança o álbum Sou Feliz. Apesar da breve passagem na gravadora, a cantora adquiriu um pouco mais de reconhecimento após essa experiência, porém no ano de 1998, após a saída da MK Publicitá, Lauriete, junto com o seu ex esposo Reginaldo Almeida, inauguram a gravadora Praise Records no estado do Espírito Santo e Lauriete lança o seu primeiro álbum Palavras pela nova gravadora em 1999, que se tornou um dos projetos mais importantes de sua carreira.
Em 2000, Lauriete lança o álbum Melhores Momentos Vol. 01, que é uma coletânea de algumas canções dos seus álbuns anteriores com uma nova roupagem musical. No ano de 2001, Lauriete lança o álbum O Segredo é Louvar, com canções que marcaram e marcam até hoje as igrejas e influências brasileiras como "Deus dos Deuses", "O Segredo é Louvar", "Varão de Fogo", "Chame por Ele", "Somente Cante" e entre outras. Seguindo elevadamente o seu sucesso, em 2002 lança o álbum Presença, tendo a canção "Toca nas Águas" como a música de trabalho mais lembrada pelo público.[carece de fontes?]
Mas no ano de 2003, grávida de sua primeira e única filha, Júlia Acsa, Lauriete lança o álbum Milagre, com canções de destaques como "A volta do Rei", que é uma composição da própria Lauriete, "Por um fio" e outras. O álbum foi indicado ao Troféu Talento.[carece de fontes?]
Em 2005, Lauriete lança o álbum Deus. Nesse CD, a canção "Dias de Elias", versão composta pela Lauriete, foi a faixa de maior relevância da época. No ano de 2007, Lauriete lançou o álbum Ensina-Me, em comemoração aos 25 anos de ministério, na qual contém uma canção, cujo título é "Quando Deus te tocar", composta pela dupla Gislaine e Mylena. Lauriete foi a primeira artista a gravar uma composição da dupla, a partir daí, a dupla veio ganhando notoriedade no mercado fonográfico brasileiro. O albúm também contém outros hits como "Eu vou subir", "Viajando pelo Brasil" e "No controle de Deus".[carece de fontes?]

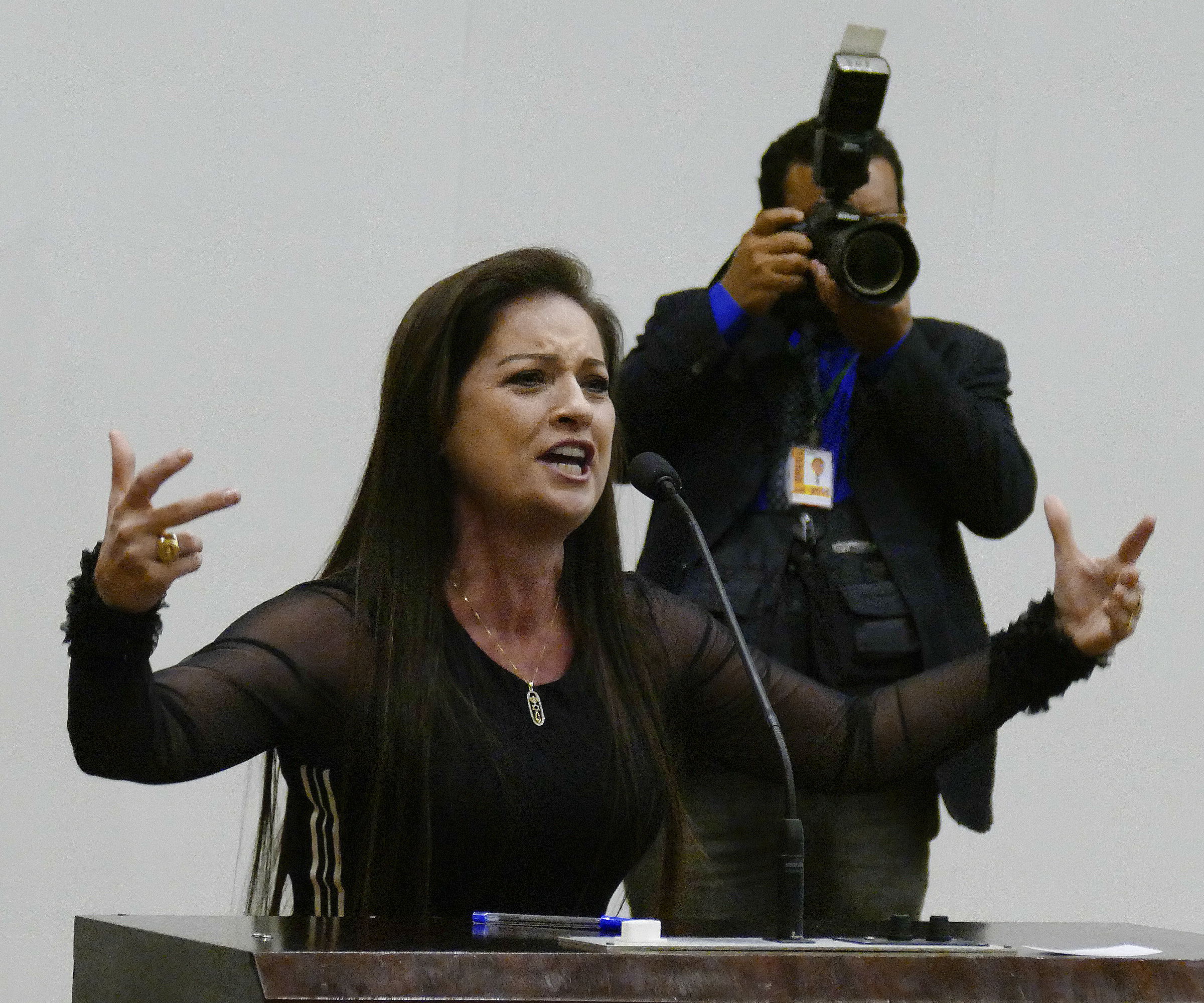
Comemoração 50 anos de fundação da Igreja Cristã Maranata (2018)

De 1998 até 2007, Lauriete assinava seus álbuns com a produção do maestro Jairinho Manhães, esposo da cantora Cassiane. Em 2008, Lauriete lançava o álbum Fé, produzido por Jairinho Manhães e Melk Carvalhêdo. No mesmo ano, Lauriete gravava também seu DVD comemorativo aos 25 anos de carreira.[carece de fontes?]
Em 2009, Lauriete lançou o álbum As Águas, tendo a canção "Guarda o Que Tens", como a mais conhecida do álbum. O disco foi produzido pelo tecladista Melk Carvalhedo, que a partir dali, iria dar continuação às produções dos álbuns posteriores.[carece de fontes?]
Nas eleições legislativas de 2010, Lauriete foi eleita deputada federal, pelo PSC-ES, com 69.818 votos.
Em 2010 a cantora foi convidada para participar do DVD 100 anos do Movimento Pentecostal no Brasil, junto com as cantoras cristãs Damares, Cassiane e Elaine de Jesus. Foi lançado pela Sony Music em 2011.
Em 2011 Lauriete lançava mais um álbum chamado Eternamente Adorador, e com esse CD chegava ao fim a parceria com o produtor Melk Carvalhêdo, também nesse mesmo ano ela se divorcia do primeiro marido e deixa a Praise Records.[carece de fontes?]

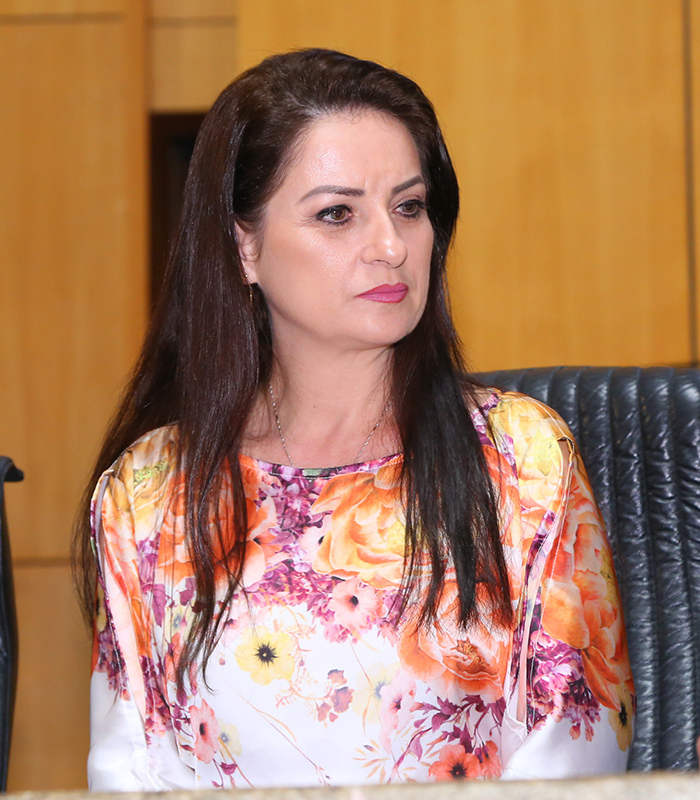
Lauriete na Assembleia Legislativa do Espírito Santo (2019)

Em julho de 2013, a cantora lança o seu vigésimo sétimo CD e segundo pela gravadora Visão Music, com o título É Preciso Crer. Em dezembro de 2014, com a produção de Samuel Ribeiro, guitarrista da banda Sinal de Alerta, Lauriete lança No Olho do Furacão. Álbum que contém um dos maiores hits da sua carreira, "Igual não há".[carece de fontes?]
Em 2017, a cantora lançou o EP Para Sempre, com 5 covers de composições de Edison Coelho, integrante da dupla Edison e Telma.

## Discografia
Álbuns de estúdio
- 1982: O Arrebatamento
- 1983: Poder de Deus
- 1985: Trono Branco
- 1986: Refúgio
- 1987: Paraíso de amor
- 1988: Mais Amor
- 1989: O Grito
- 1990: Renovação
- 1991: O Poder do Amor
- 1992: Ausência
- 1994: Jesus
- 1995: Adoração
- 1997: Sou Feliz
- 1999: Palavras
- 2001: O Segredo É Louvar
- 2002: Presença
- 2003: Milagre
- 2005: Deus
- 2007: Ensina-me
- 2008: Fé
- 2009: As Águas
- 2010: Vou Profetizar
- 2011: Eternamente Adorador
- 2012: Tô na Mão de Deus
- 2013: É Preciso Crer
- 2014: No Olho do Furacão
- 2017: Para Sempre

Álbuns ao vivo
- 2004: Milagre - Ao Vivo
- 2006: Deus - Ao Vivo
- 2008: 25 Anos de Louvor e Adoração

Compilação
- 2000: Melhores Momentos - Vol. 1